# Jacksonville Cyclones
El Jacksonville Cyclones fue un equipo de fútbol de los Estados Unidos que jugó en la A-League, la desaparecida segunda división de fútbol del país.

## Historia
Fue fundado en el año 1995 en la ciudad de Tampa, Florida como Tampa Bay Cyclones como equipo de la USISL en la que jugó sus dos primeros años de vida hasta que cambia a la A-League en 1997, se muda a la ciudad de Jacksonville, Florida y pasa a llamarse Jacksonville Cyclones.
En sus años en la liga no logró la clasificación a los playoffs y jugó en la US Open Cup en dos ocasiones, alcanzando la tercera ronda en 1999.
El club desaparece en 1999 luego de la muerte de su entrenador Dennis Viollet.

## Palmarés
- USISL Pro League - Sureste: 1

1995

## Temporadas
| Año  | División | Liga                | Temporada Regular  | Playoffs     | US Open Cup  |
| ---- | -------- | ------------------- | ------------------ | ------------ | ------------ |
| 1995 | 3        | USISL Pro League    | 1º, Southeast      | Semifinales  | 1ª Ronda     |
| 1996 | 3        | USISL Select League | 4º, South Atlantic | No clasificó | No clasificó |
| 1997 | 2        | USISL A-League      | 6º, Atlantic       | No clasificó | No clasificó |
| 1998 | 2        | USISL A-League      | 5º, Atlantic       | No clasificó | No clasificó |
| 1999 | 2        | USL A-League        | 4º, Atlantic       | No clasificó | 3ª Ronda     |

## Estadios
- Mandarin High School Football Field (1997-98)
- Wolfson Park (1999)[2]